# Simple Instant Messenger
Simple Instant Messenger (SIM of SIM-IM) is een vrij en opensource chatprogramma voor Windows, Mac en Linux. SIM maakt gebruik van de Qt-toolkit en ondersteunt OSCAR, XMPP, LiveJournal, MSNP en YMSG.
SIM-ICQ was even stopgezet omdat de maker ervan, Vladimir Shutoff, een Russisch programmeur, het project verliet. Enige tijd later is een nieuwe groep ontwikkelaars gevormd. Versie 0.9.4.1 van het programma werd op 21 oktober 2006 uitgebracht. De laatste versie, 0.9.5, werd uitgebracht op 18 mei 2009.